# لو جینگ‌جینگ
 لو جینگ‌جینگ (انگلیسی: Lu Jingjing؛ زاده ۵ مهٔ ۱۹۸۹) یک تنیس‌باز اهل جمهوری خلق چین است.